# Lista (Madrid)
Lista és un dels sis barris del Districte de Salamanca, a Madrid. A aquest barri hi ha la seu del Ministeri d'Afers Exteriors d'Espanya
El barri és limitat pels carrers Príncipe de Vergara, Don Ramón de la Cruz i Francisco Silvela. Limita al sud amb el barri de Goya, a l'oest amb el de Castellana, a l'est amb Fuente del Berro i al nord amb Guindalera (tots de Districte de Salamanca) i Prosperidad (Chamartín)